# Marcellin Jobard
Jean-Baptiste Ambroise Marcellin Jobard (Baissey, 17 mei 1792 – Brussel, 27 oktober 1861) was een Frans-Belgisch lithograaf en uitvinder.

## Biografie
Hij is de zoon van Claude Jobard, burgemeester van Baissey en Marguerite Prudent. Jobard volgde school aan het college te Langres waar Denis Diderot ook leerling was geweest, om vervolgens verder te studeren aan het Lycée imperial te Dijon.
Hij begon te werken voor het kadaster van het Koninkrijk der Nederlanden. In 1819 verhuisde hij naar Brussel om zich toe te spitsen op de lithografie. In 1828 behaalde Jobard goud in een lithografische kunstwedstrijd. Na de Belgische Revolutie kreeg hij de Belgische nationaliteit.
Na het faillissement van zijn lithografische firma verhuisde hij voor een jaar naar Verviers. In 1833 verbleef hij enige tijd in het Verenigd Koninkrijk. Na zijn terugkomst in België richtte hij de dagbladen Le Fanal de l'Industrie en Le Courrier Belge op. In 1841 wilde Jobard extra typografische tekens toevoegen om een bepaalde emotie aan een tekst toe te voegen. Zijn ironieteken, voor het eerst toegepast in Le Courrier Belge van 11 oktober 1841, wordt beschouwd als voorloper van de smiley.
Tijdens een uitstapje in 1839 naar Parijs kocht Jobard een fototoestel van het daguerreotypie-principe. Hij nam hiermee de vermoedelijk eerste foto in België, van de Place des Barricades in Brussel. Tussen 1841 en 1861 was hij directeur van het Musée de l'Industrie te Brussel. Jobard had een fascinatie voor techniek en industriële ontwerpen en verbeterde bepaalde ontwerpen. Hij schreef hier boeken en verslagen over en had ook 73 patenten op zijn eigen naam in uiteenlopende gebieden. Jobard zou in 1838 de eerste gloeilamp hebben bedacht, nog voor Edison. Het ontwikkelen ervan liet hij aan zijn vroegere student Charles de Changy over. In 1850 richtte hij een octrooienbureau op om de intellectuele eigendommen van uitvinders te verdedigen.
In 1858 werd Jobard het Legioen van Eer verleend, en in hetzelfde jaar de Sint-Helenamedaille. Jobard overleed drie jaar later, op 69-jarige leeftijd. Hij werd begraven op de begraafplaats van Brussel.